# Campeonato Mundial de Atletismo de 2007 - Revezamento 4x100 m masculino
A competição dos 4x100 metros masculino no Campeonato Mundial de Atletismo de 2007 foi realizada no Estádio Nagai, em Osaka, no Japão, entre os dias 31 de agosto  e 1 de setembro de 2007.

## Recordes
Antes desta competição, os recordes mundiais e do campeonato nesta prova eram os seguintes:
| Tipo                  | Atleta         | Tempo | Local     | Data                 |
| --------------------- | -------------- | ----- | --------- | -------------------- |
|                       | Estados Unidos | 37.40 | Stuttgart | 21 de agosto de 1993 |
| Recorde do campeonato | Estados Unidos | 37.40 | Stuttgart | 21 de agosto de 1993 |

## Medalhistas
| Ouro                                                                                         | Prata                                                                                                   | Bronze                                                                                    |
| Estados Unidos · Darvis Patton · Wallace Spearmon · Tyson Gay · Leroy Dixon · Rodney Martin* | Jamaica · Marvin Anderson · Usain Bolt · Nesta Carter · Asafa Powell · Dwight Thomas* · Steve Mullings* | Grã-Bretanha · Christian Malcolm · Craig Pickering · Marlon Devonish · Mark Lewis-Francis |

*Correram apenas as eliminatórias, mas receberam medalhas

## Calendário
Todos os horários estão no horário local (UTC+9)
| Data          | Horário | Fase          |
| ------------- | ------- | ------------- |
| 31 de agosto  | 20:40   | Eliminatórias |
| 1 de setembro | 22:20   | Final         |

## Resultados

### Eliminatórias
Qualificação: Os 2 primeiros de cada bateria (Q) e os 2 melhores tempos (q) avançam para as finais.
| Pos. | Bateria | Nacionalidade  | Atletas                                                                 | Tempo | Notas                |
| ---- | ------- | -------------- | ----------------------------------------------------------------------- | ----- | -------------------- |
| 1    | 2       | Jamaica        | Dwight Thomas, Steve Mullings, Nesta Carter, Asafa Powell               | 38.02 | Q,                   |
| 2    | 2       | Estados Unidos | Rodney Martin, Wallace Spearmon, Darvis Patton, Leroy Dixon             | 38.10 | Q,                   |
| 3    | 2       | Japão          | Naoki Tsukahara, Shingo Suetsugu, Shinji Takahira, Nobuharu Asahara     | 38.21 | Q,                   |
| 4    | 1       | Brasil         | Vicente de Lima, Rafael Ribeiro, Basílio de Moraes, Sandro Viana        | 38.27 | Q                    |
| 5    | 1       | Grã-Bretanha   | Christian Malcolm, Craig Pickering, Marlon Devonish, Mark Lewis-Francis | 38.33 | Q                    |
| 6    | 2       | Nigéria        | Obinna Metu, Chukwu Uche Isaac, Chinedu Oriala, Olusoji Fasuba          | 38.43 | q,                   |
| 7    | 2       | Alemanha       | Ronny Ostwald, Tobias Unger, Alexander Kosenkow, Julian Reus            | 38.56 | q,                   |
| 8    | 1       | Polónia        | Michał Bielczyk, Łukasz Chyła, Marcin Jędrusiński, Dariusz Kuć          | 38.70 | Q                    |
| 9    | 2       | Austrália      | Matt Shirvington, Adam Miller, Tim Williams, Aaron Rouge-Serret         | 38.73 | Recorde da temporada |
| 10   | 1       | Itália         | Rosario La Mastra, Simone Collio, Maurizio Checcucci, Jacques Riparelli | 38.81 |                      |
| 11   | 1       | África do Sul  | Christian Krone, Leigh Julius, Snyman Prinsloo, Sherwin Vries           | 39.05 | SB                   |
| 12   | 1       | Rússia         | Aleksandr Volkov, Mikhail Yegorychev, Roman Smirnov, Ivan Teplykh       | 39.08 | SB                   |
| 13   | 1       | Canadá         | Richard Adu-Bobie, Anson Henry, Jared Connaughton, Neville Wright       | 39.43 |                      |

### Final
A final ocorreu dia 1 de setembro às 22:20. 
| Pos.              | Nacionalidade  | Atletas                                                                 | Tempo | Notas                |
| ----------------- | -------------- | ----------------------------------------------------------------------- | ----- | -------------------- |
| Medalha de ouro   | Estados Unidos | Darvis Patton, Wallace Spearmon, Tyson Gay, Leroy Dixon                 | 37.78 | Melhor marca do ano  |
| Medalha de prata  | Jamaica        | Marvin Anderson, Usain Bolt, Nesta Carter, Asafa Powell                 | 37.89 | Recorde nacional     |
| Medalha de bronze | Grã-Bretanha   | Christian Malcolm, Craig Pickering, Marlon Devonish, Mark Lewis-Francis | 37.90 | Recorde da temporada |
| 4                 | Brasil         | Vicente de Lima, Rafael Ribeiro, Basílio de Moraes, Sandro Viana        | 37.99 | Recorde da temporada |
| 5                 | Japão          | Naoki Tsukahara, Shingo Suetsugu, Shinji Takahira, Nobuharu Asahara     | 38.03 | Recorde asiático     |
| 6                 | Alemanha       | Ronny Ostwald, Tobias Unger, Alexander Kosenkow, Julian Reus            | 38.62 |                      |
| 09 !              | Polónia        | Michał Bielczyk, Łukasz Chyła, Marcin Jędrusiński, Dariusz Kuć          | DNF   |                      |
| 09 !              | Nigéria        | Obinna Metu, Chukwu Uche Isaac, Chinedu Oriala, Olusoji Fasuba          | DNF   |                      |

Legenda
| Recorde mundial       | Recorde mundial (World record)               |                       | Recorde africano                      | Recorde africano (African) |                                           | Q | Classificado por posição (Qualified) |
| Recorde do campeonato | Recorde do campeonato (Championship record)  | Recorde da América    | Recorde da América (Americas)         | q                          | Classificado por melhor tempo (Qualified) |   |                                      |
| Melhor marca do ano   | Melhor marca do ano (World leading)          | Recorde asiático      | Recorde asiático (Asian)              | DNS                        | Não largou (Did not start)                |   |                                      |
| Recorde nacional      | Recorde nacional (National record)           | Recorde europeu       | Recorde europeu (European)            | DNF                        | Não terminou (Did not finish)             |   |                                      |
| Recorde pessoal       | Recorde pessoal do atleta (Personal best)    | Recorde da Oceania    | Recorde da Oceania (Oceania)          | DSQ / DQ                   | Desclassificado (Disqualified)            |   |                                      |
| Recorde da temporada  | Recorde da temporada do atleta (Season best) | Recorde sul-americano | Recorde sul-americano (South America) | NM                         | Sem marca (No mark)                       |   |                                      |